# Nathan F. Dixon III
Nathan Fellows Dixon, född 28 augusti 1847 i Westerly, Rhode Island, död 8 november 1897 i Westerly, Rhode Island, var en amerikansk republikansk politiker. Han representerade delstaten Rhode Island i båda kamrarna av USA:s kongress, först i representanthuset från februari till mars 1885 och sedan i senaten 1889-1895.
Dixon utexaminerades 1869 från Brown University. Han studerade sedan juridik i Albany, New York och inledde 1871 sin karriär som advokat i Westerly. Han arbetade som federal åklagare 1877-1885.
Kongressledamoten Jonathan Chace avgick 1885 för att tillträda som ledamot av USA:s senat. Dixon fyllnadsvaldes till representanthuset för de sista veckorna i Chaces mandatperiod. Han efterträddes som kongressledamot av William A. Pirce. Dixon var ledamot av delstatens senat 1885-1889. Senator Chace avgick sedan 1889 och efterträddes av Dixon. Den gången avgick Chace alldeles i början av mandatperioden och Dixon fick sitta i senaten nästan i sex år. Han efterträddes 1895 av George P. Wetmore.
Dixons grav finns på River Bend Cemetery i Westerly. Fadern Nathan F. Dixon var ledamot av USA:s representanthus 1849-1851 och 1863-1871. Farfadern Nathan F. Dixon var ledamot av USA:s senat 1839-1842.